# عبدال إسماعيل
عبدال إسماعيل هو منافس ألعاب قوى موزمبيقي، ولد في 8 ديسمبر 1948.

## وصلات خارجية
- عبدال إسماعيل على موقع أوليمبيديا (الإنجليزية)